# Piazza Grande (Oderzo)

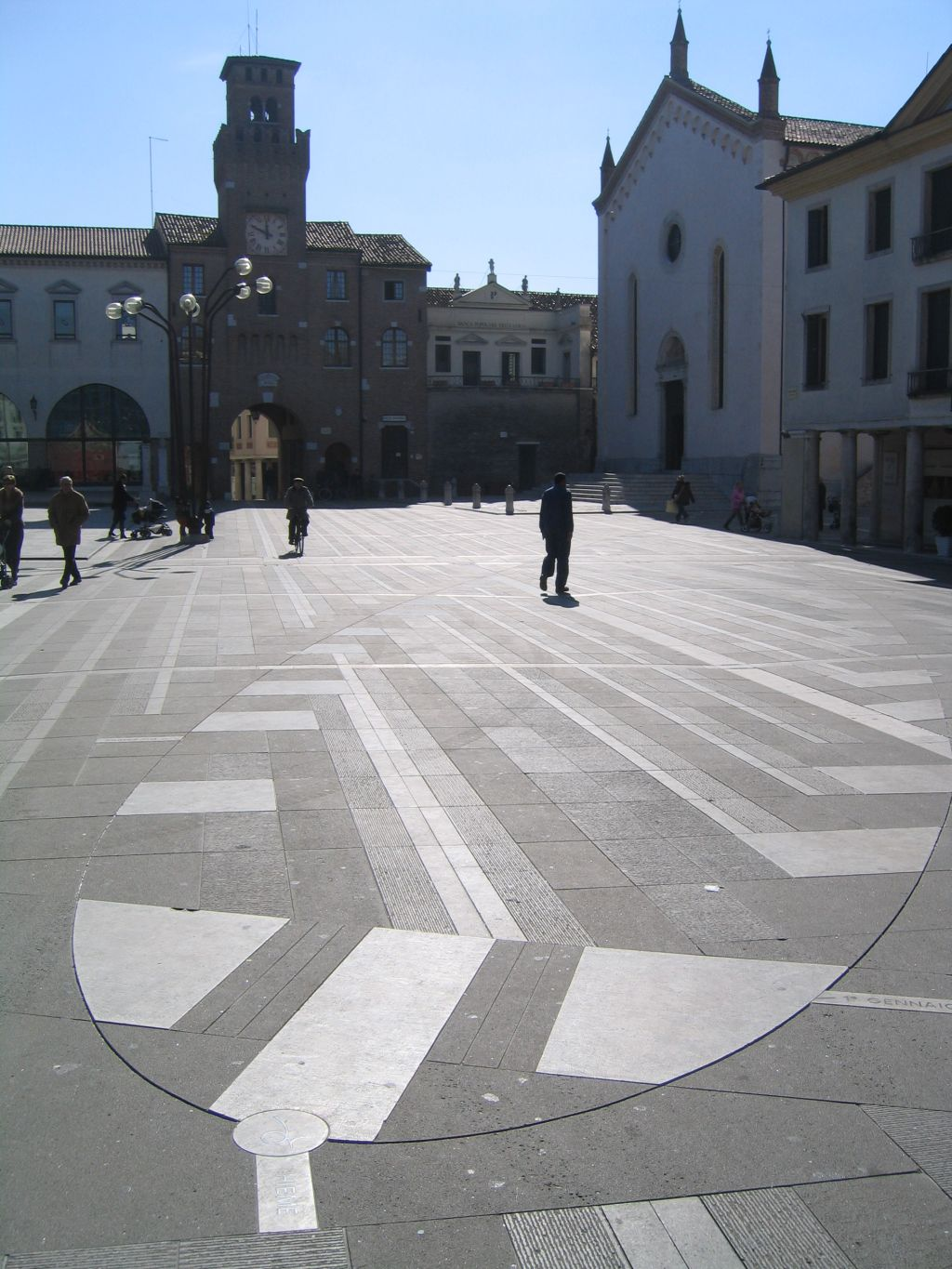
La "meridiana" in Piazza Grande

Piazza Grande è la piazza principale di Oderzo, in provincia di Treviso, e sin dal medioevo è il centro della vita sociale, economica e religiosa della città. Si tratta di una delle più famose piazze del Veneto per la sua particolare forma a palcoscenico, e fa da sfondo a numerose iniziative di carattere culturale.
Intitolata a Vittorio Emanuele II alla fine del XIX secolo, riprese non senza polemiche il nome originale su iniziativa dell'amministrazione leghista alla fine degli anni novanta.

## Descrizione
Di forma rettangolare, si apre in direzione nord est verso via Cesare Battisti ed il corso del fiume Monticano: curioso notare che il corso d'acqua, pur essendo adiacente alla piazza, segnava fino agli anni trenta il confine tra il territorio la città e quello della frazione di Camino.
Sul lato est vi si affaccia inoltre Palazzo Saccomani, interessante soprattutto per gli affreschi della facciata, oggi in cattivo stato di conservazione, e il Torresòn.
Nell'angolo a sud est trovano posto le arcate dell'ex Loggia Comunale, oggi chiusa da vetrate e adibita a banca; all'interno sulle pareti sono attestati gli stemmi nobiliari delle famiglie nobili del territorio.
Il lato a sud corrisponde a quelle che in epoca medievale erano le mura della città; al centro di esse si apriva la Porta Trevisana, detta così perché da lì si usciva per recarsi a Treviso; si tratta dell'attuale Torresin, il simbolo della città. A sud ovest sorge il Duomo di San Giovanni Battista, accanto al quale si apre piazza Carducci, contigua a Piazza Grande.
Lungo il lasto ovest, a destra di piazza Carducci, sorgono due palazzi nobiliari di epoca seicentesca, uno dei quali è sede dello storico Caffè Commercio, uno degli esercizi pubblici più antichi della città.
A sinistra del lato nord una breve stradina collega Piazza Grande all'attigua Piazza Castello. Lungo questo lato sorge il Palazzo dei Battuti, attualmente chiuso per restauri, tra l'altro sede negli anni settanta di RadioCentroVeneto (1976/1978) una delle prime radio libere del Veneto.
L'area della piazza era carrozzabile fino a prima dei restauri del 1992. Oggi è interamente pedonabile e lastricata con lo scopo di ricordare le centuriazioni romane.

### Meridiana
In prossimità del lato ovest vi è tracciata una curva a forma di otto: comunemente chiamata la meridiana, si tratta in realtà di un analemma, probabilmente il più grande esistente in Italia, che funge da calendario grazie all'ombra tracciata dal pinnacolo del Duomo ogni giorno alle ore 12 (le 13 in regime di ora legale).

### Duomo di San Giovanni Battista
Iniziato intorno all'XI secolo e consacrato nel 1535 a san Giovanni Battista, è stato costruito sulle rovine di un antico tempio di Marte: secondo la tradizione fu san Prosdocimo, l'evangelizzatore della zona inviato da san Pietro apostolo in persona, a "dare il via ai lavori" abbattendo l'idolo bronzeo della divinità romana intorno al 50 d.C. L'aspetto originale, in stile romanico-gotico, è stato pesantemente compromesso dai lavori eseguiti nei secoli. L'ultimo grande restauro risale agli anni venti, ed ha contribuito a ripristinare per quanto possibile l'antica conformazione dell'edificio.

All'interno sono conservate alcune pregevoli opere di Pomponio Amalteo, Palma il Giovane, Domenico Tintoretto, Cima da Conegliano opera trafugata in epoca napoleonica ed ora esposto alla Pinacoteca di Brera a Milano.

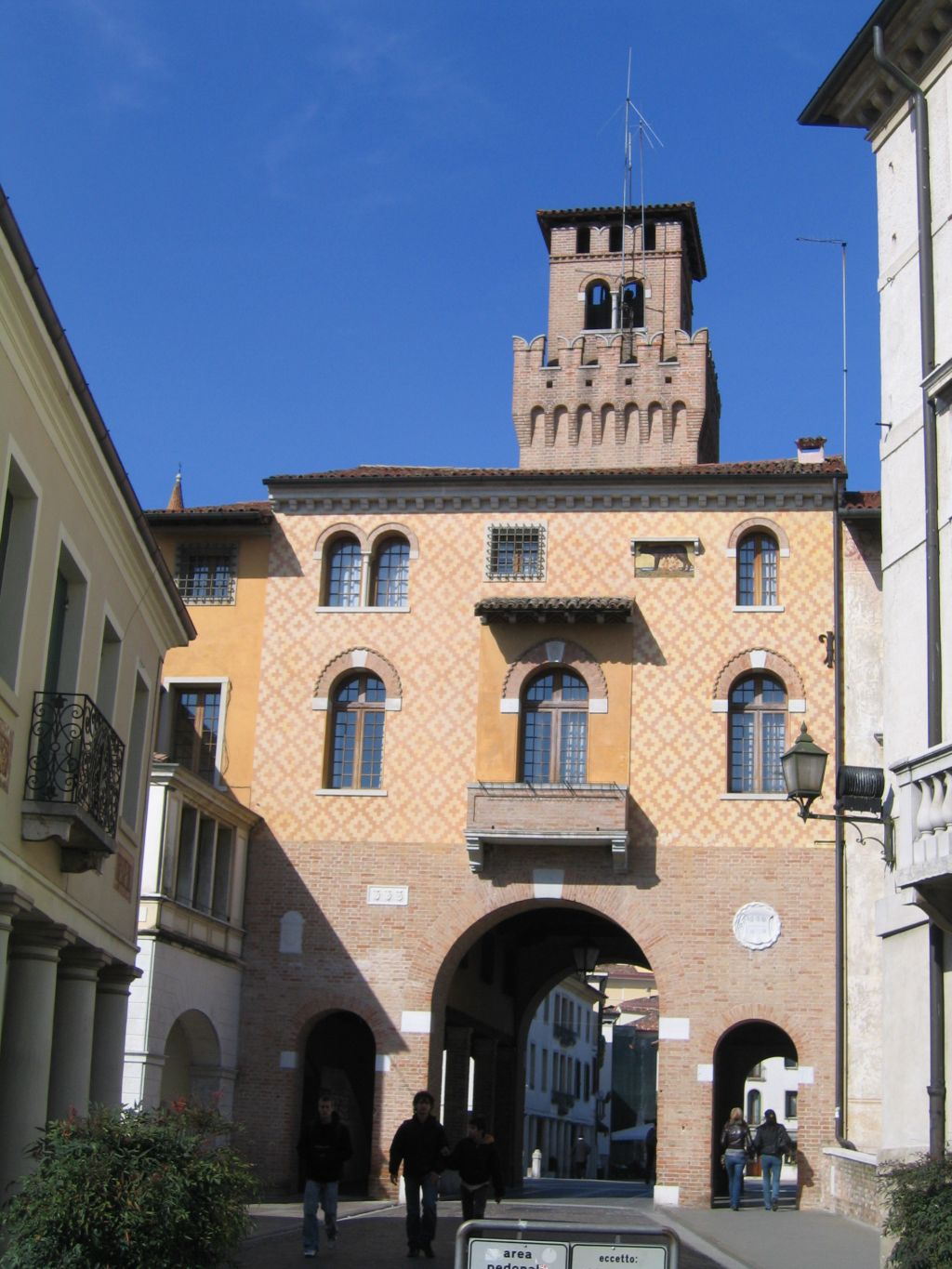
Il "Torresin" visto dal centro storico

### Torresin
È il simbolo della città: si tratta di una torre dell'orologio completamente rifatta negli anni trenta del XX secolo e ribattezzata Torre Littoria. Coincide con la porta meridionale della cinta muraria medievale; al suo interno trovano posto due banche. Fino alla fine degli anni ottanta era attraversabile in automobile.

### Torresòn
Si tratta della ricostruzione, effettuata con gusto moderno nei primi anni novanta, della torre sud est della cinta muraria medievale, e dell'edificio delle prigioni, le quali ebbero come ospite anche il trovatore Sordello da Goito. Durante i lavori di restauro sono tornati alla luce i resti di un'abitazione patrizia romana appartenuta ad un certo "Gellius": da lui ha preso il nome il rinomato ristorante che vi trova sede. All'interno del locale, grazie ad una particolare e felice scelta dei restauratori, ha sede quindi una vera e propria area archeologica.

## Il restauro del 1992
La conformazione attuale della piazza è il risultato di un grande restauro avvenuto intorno al 1992 su progetto dell'architetto Toni Follina: fu allora che la piazza fu resa interamente pedonale e realizzata la pavimentazione attuale.
L'alta spesa sostenuta per il restauro (circa sette miliardi di lire dell'epoca) fu dovuta alla volontà di conservare i numerosi reperti di epoca romana rinvenuti sotto la piazza, i quali non sono attualmente visibili al pubblico, ma potrebbero esserlo in futuro.
Nello stesso periodo avvenne la ricostruzione del Torresòn ed il graduale restauro di tutti gli edifici che si affacciano sulla piazza, l'ultimo dei quali ancora in corso.

## Galleria d'immagini

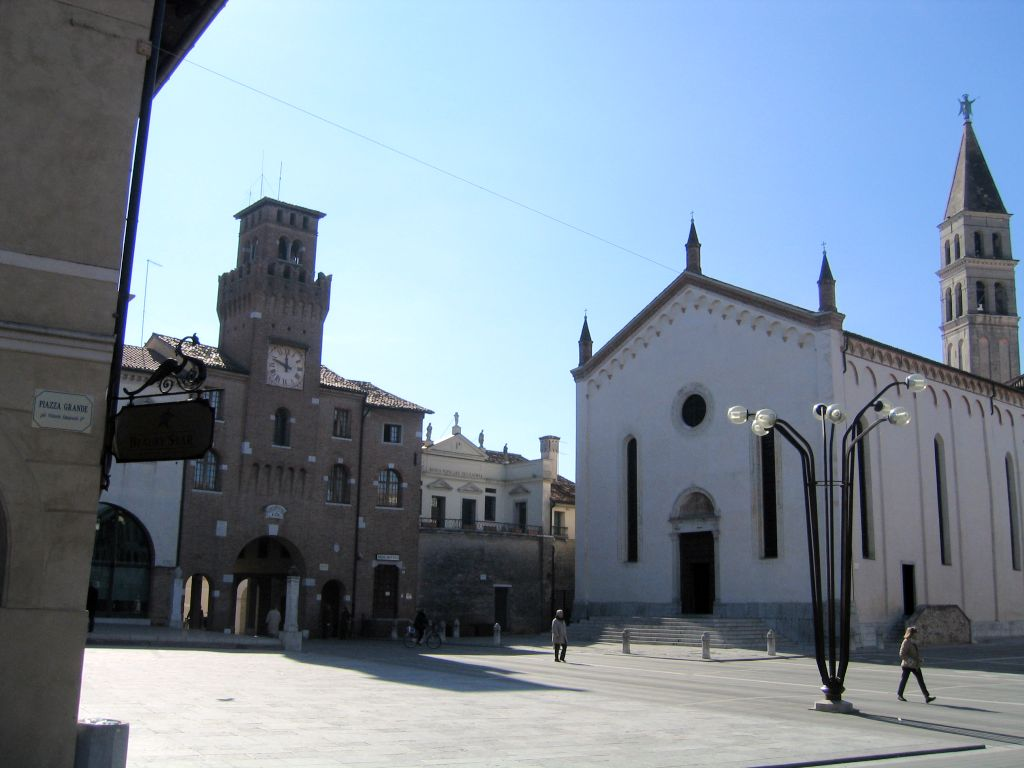
Il Torresin e il Duomo
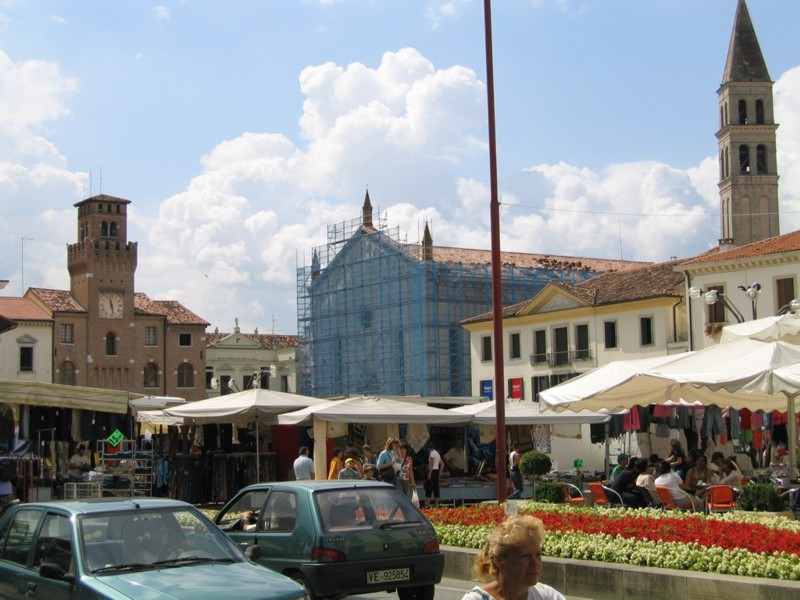
Piazza Grande in un giorno di mercato
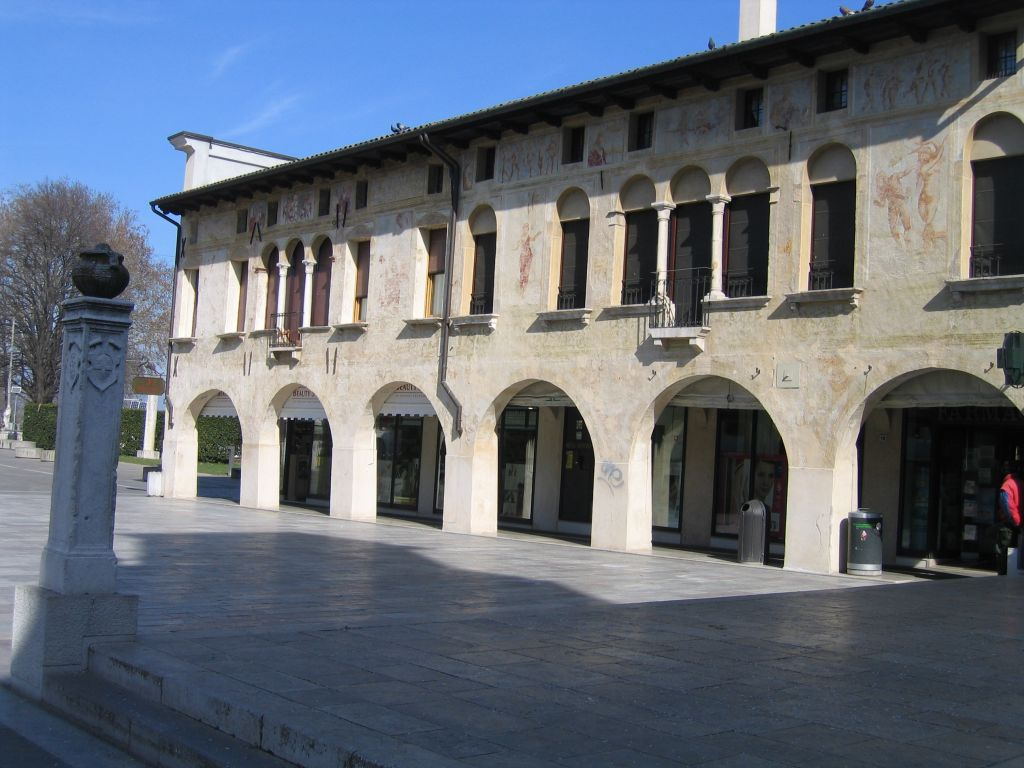
Ca' Saccomani
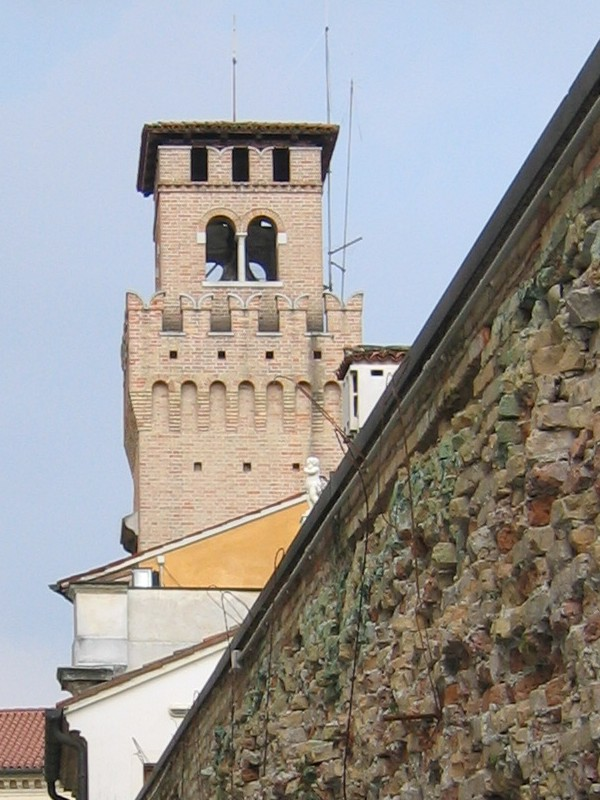
La torre campanaria del "Torresin" e uno scorcio delle mura medievali
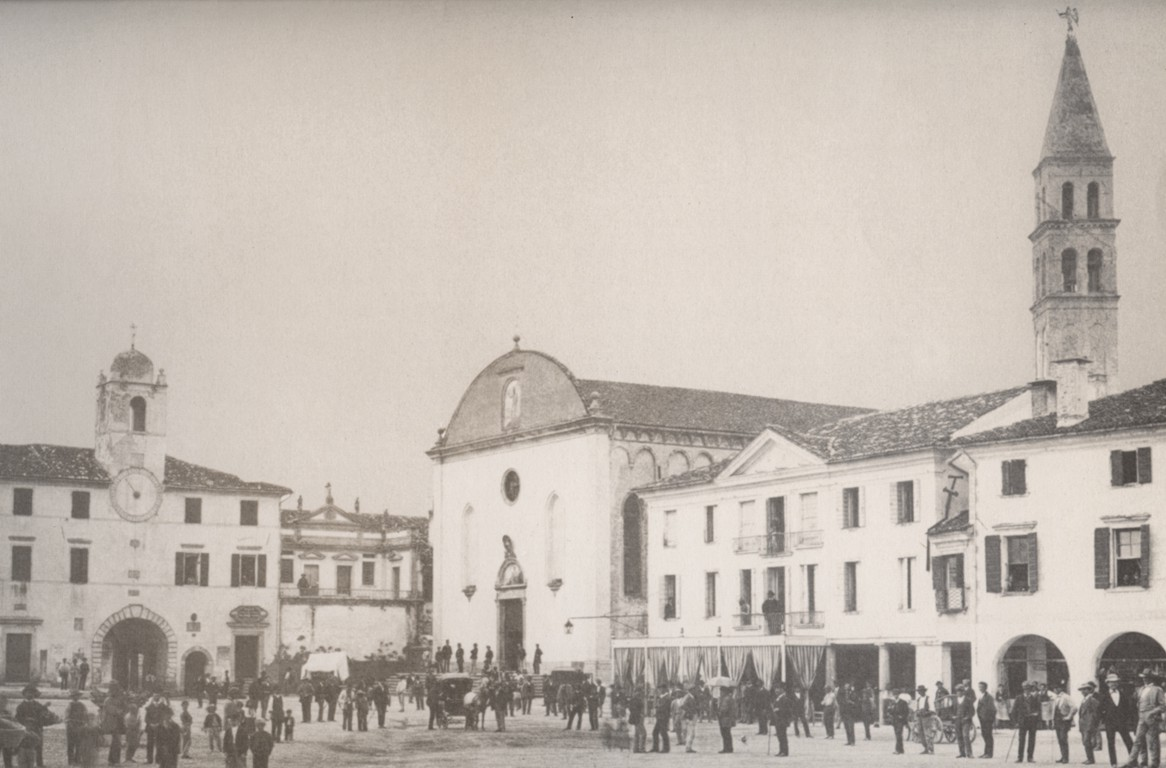
Piazza Grande nel 1870